# رابرت وینتروپ چنلر
رابرت وینتروپ چنلر (انگلیسی: Robert Winthrop Chanler؛ ۲۲ فوریه ۱۸۷۲ – ۲۴ اکتبر ۱۹۳۰) نقاش و سیاست‌مدار اهل ایالات متحده آمریکا بود. او در اکول د بوزار فرانسه هنر آموخت و همان‌جا نقاشی مشهورش «زرافه‌ها» را کشید.